# 유역

붉은 점선의 안쪽이 유역, 푸른 선이 수계를 나타낸다

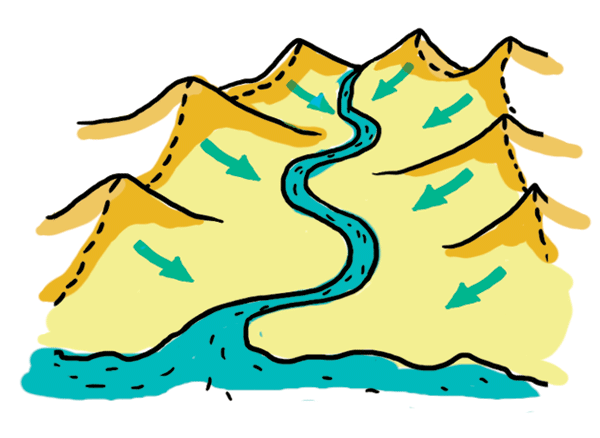
유역(流域)은 흐르는(流) 영역(域)이란 뜻으로 빗물이 모여 하천으로 모이는 영역을 말한다,

유역(流域, 문화어: 류역, drainage basin, watershed, catchment)이란 어느 강이 빗물이나 눈 등의 강수를 모으고 있는 범위이다. 이 범위의 경계를 분수계라고 한다. 또 강의 흐름에 따른 양안의 지역에 한정된 구역만을 "유역"이라고 부르기도 한다.
유역의 형상은 원형, 타원형, 장세형 등이 있고 강의 길이만큼 넓어진다. 이 면적의 산출은 홍수 때의 피해를 입는 장소·양을 예측하기 위한 중요한 요소가 되고 있다. 수문학에서 유역 특성(유역 면적, 경사, 지표면이용, 지표 및 하도 특성, 하천경사, 토양 침투능)을 결정하는 것은 유출수문곡선(runoff hydrograph)을 그리기 위해 필요한 중요한 작업이다.
강 상류에서는 하천의 분수계에 둘러싸인 지역이 명확하지만 강의 하류에서는 홍수 등에 의해 시대와 함께 유로가 변하기 때문에 인접하는 유역과 중복되는 등 분수계가 애매하다. 세계에서 제일 유역 면적이 넓은 강은 705만km2의 아마존강이다. 대한민국에서는 한강의 유역 면적이 가장 넓다.

## 유역 면적
유역 면적 A(km2)은 분수계로 둘러싸인 부분의 면적이다. 강우―유출관계식의 중요한 인자로 사용된다. 일반적으로 유역 면적을 통해 유출량 Q(m3/sec)를 계산할 때 다음 식의 형태가 사용된다.
{\displaystyle Q=kA^{n}}
k, n: 유역 면적과 유량 자료로부터 회귀 분석하여 얻는 변수

## 유역 길이
- 유역 길이(basin length, L): 유역 출구부터 본류 따라 유역 경계까지 곡선 거리
- 하천 연장(본류 길이, main stream length, Lc): 유역 출구부터 본류 시작점까지 곡선 거리
- 유역 중심 거리(length to center of area, Lca): 유역 출구부터 본류 따라 유역 중심에 가장 가까운 지점까지 곡선 거리. 유역중심이란 유역을 수평면에 투영했을 때의 무게중심을 말한다.
- 조정 거리(L10-85): 유역 출구부터 본류를 따라 하천 길이 10 ~ 85% 구간의 곡선 거리

## 유역 형상
유역 형상은 긴 형태부터 둥근 형태까지 다양하다. 유역 형상에 따라 유출 특성이 달라진다.
- 폭이 좁고 분기율 높은 경우: 첨두 홍수량 지체 발생
- 둥근 형태 분기율 낮은 경우: 첨두 홍수량 크고 발생시간 짧음

### 형상계수와 밀집도
유역 형상을 나타내는 방법으로 Horton의 형상계수 Rf가 있다. (Rf < 1, 정사각형은 1, 원형은 0.79)
{\displaystyle R_{f}={\frac {A}{L_{c}^{2}}}}
{\displaystyle {\text{유 역  평 균 폭}}={\frac {A}{L_{c}}}}
밀집도(compactness ratio, Rc)는 유역 면적과 동일한 크기의 원에 대해, 원주 길이와 유역 경계 길이 P(km)의 비를 나타낸 것이다. (Rc > 1)
{\displaystyle R_{c}={\frac {0.282P}{A^{1/2}}}}
형상계수 Rf, 밀집도 Rc에 따른 첨두홍수량과 발생시간의 변화를 살펴보면 다음과 같다.
- Rf 크고 Rc ≈ 1 : 첨두홍수량 크고 발생시간 짧음.
- Rf 작고 Rc > 1 : 첨두홍수량 작고 발생시간 긺.

### 유역고저 또는 기복
유역고저 또는 기복(relief)는 유역에서 유출되는 물의 잠재적인 에너지를 나타내는 지표다. 최대유역고저(maximum basin relief)는 유역출구지점과 유역경계 중 최고점 간의 높이차이다. 유역경계 중 최고점 대신 유역의 평균 높이를 사용하기도 하는데 그 이유는 국지적인 또는 대표성이 없는 봉우리 높이로 인한 영향을 줄이기 위해서이다. 고저비(relief ratio)는 유역고저를 두 지점 간 수평거리로 나눈 값이다.

### 형상분류
형상으로 유역을 분류하면 수지형, 평행형, 부채형, 격자형, 직사각형, 방사형, 환상형, 복합형 유역이 있다.
- 수지형 유역(dendritic form basin)은 가늘고 긴 직사각형 유역으로, 나뭇가지 형상으로 되어 있는 유역이다. 첨두홍수량이 작고 홍수 지속시간이 긴 특징이 있다. 한반도에서 예성강, 압록강이 수지형 유역이다.
- 평행형 유역(parallel form basin)은 독립된 두 유역을 가진 하천이 평행하게 흐르다가 만나는 형태의 유역이다. 하류에서 지류가 합류되므로 하류 부분에서 큰 홍수가 일어나기 쉽다는 특징이 있다. 한반도에서는 대동강, 삽교천, 청천강 등이 평행형 유역이다.
- 부채형 유역(pinnate or fan shape basin) 또는 선형(扇形) 유역은 유역이 원형이나 부채꼴로 되어 있다. 상류에서 여러 지천이 흘러오다가 한 지점에서 합류되는 형태를 가진다. 일반적으로 분지를 형성하며, 합류점에서 큰 홍수의 가능성을 가지고 있다는 특징이 있다. 한반도의 압록강, 예성강이 부채형 유역이다.
- 격자형 유역(trellis form basin)은 산맥을 횡단하는 지천을 갖고 있는 유역이다. 제 1 지류는 서로 평행, 제 2 지류는 제 1 지류에 직각으로 합류하는 모습을 한다.
- 직사각형 유역(rectangular form basin)은 하천이 직교하는 단층 등의 지질 구조선의 영향을 받다가 지류가 본류에 직각으로 합류하면서 본류도 직각으로 변하는 형태를 가지는 유역이다. 격자형 유역에 비해 공간적 배열성과 규칙성이 덜하다.
- 방사형 유역(radial form basin)은 하나의 중심 고지에서 하천들이 뻗어나가는 형태의 유역이다. 화산과 같은 모습을 떠올리면 된다. 하천 유로장에 비해 유역면적이 작아 홍수 지속시간이 짧다. 한반도에서는 영산강, 안성천, 두만강이 예다.
- 복합형 유역(compound form basin)은 여러 유역 형태 중 두 가지 이상이 복합적으로 나타나는 유역 형상이다. 실제 하천들은 대부분이 복합형 유역이다. 한반도에선 금강, 낙동강이 있다.

## 유역 평균 경사
유역의 경사는 강우의 침투량, 유출량 결정, 지표면 유출속도에 영향을 주는 인자다. 지표류의 유속, 유역의 침식능, 지역적인 바람 등에 영향을 받는다. 유역의 경사를 산정하는 방법에는 교점법, 등고선연장법, 등고선 면적법이 있다.

## 유역 평균 고도
유역 평균 고도는 유역 강수량, 증발산량에 영향을 미치는 인자다. 교점법, 등고선 연장법, 등고선 면적법, 면적-고도 곡선방법에 의해 구한다.

## 같이 보기
- 물수지
- 수계
- 분수계
- 유역변경식
- 내륙유역
- 수문학
- 강우량
- 하천쟁탈

## 참고 문헌
- 이재수 (2018). 《수문학》 2판. 구미서관. ISBN 9788982252914.